# 来瀬ナオ
来瀬 ナオ（くるせ なお、7月30日 - ）は、日本の漫画家。埼玉県出身。
姉は同じく漫画家のカザマアヤミ。

## 経歴
2007年（平成19年）8月にWEBコミック『ぴりからハニーディズ』（読み切り）でデビュー。その後、2009年（平成21年）10月から『はるかぜ日和』をWEBで連載、2010年（平成22年）7月27日に同書でコミック、2011年8月号から『半透明勤務 薄井さん』で初の雑誌掲載として3か月のゲスト後に連載デビューした。

## 作品

### 連載
- 四暗刻（コットンソフト）2008年6月11日 - （不定期）
- ゆきばら（げっちゅブログ）2008年7月23日 - 2012年12月26日
- はるかぜ日和（まんがライフWIN）2009年10月12日 - 2011年5月31日
- 半透明勤務 薄井さん（まんがタイムジャンボ）2011年5月号 - 2013年4月号
- 『水のマージナル』「四コマ漫画」（同人サークル「ステージ☆なな」）2012年11月 - （月１回程度）

### 読み切り
- ぴりからハニーディズ（FlexComixブラッド）2007年8月9日
- お茶会さくらいろ（FlexComixブラッド）2009年1月28日
- 広がれほへと（まんがライフMOMO）2009年7月号
- はるかぜ日和 特別編（まんがライフMOMO）2010年8月号
- 半透明勤務 薄井さん（まんがタイムジャンボ）2011年2月号 - 4月号（3ヶ月連続ゲスト）
- はるかぜ日和 （まんがライフMOMO）2011年8月号
- 半透明勤務 薄井さん SPゲスト（まんがタイム）2012年5月号

### 単著
- 『はるかぜ日和』 竹書房〈バンブーコミックスWINセレクション〉（全2巻）
  1. ISBN 978-4-8124-7425-9 2010年7月27日
  2. ISBN 978-4-8124-7612-3 2011年7月07日
- 『半透明勤務 薄井さん』芳文社〈まんがタイムコミックス〉
  1. ISBN 978-4-8322-5067-3 2012年4月7日

### 共著（アンソロジー）
- 『コットンソフト 四暗刻 まとめ-』コットンソフトコミック（コットンソフト、一般同人誌）
  1. 2008年12月28日 - 「修正☆修正」、「OH!GENJI!!」、「セウト!」、「カラダの一部です」、「ぼいんはぼせい!」、「夏色娘たち」、「きよしこのよるに」、「普乳派」、「ムイシキ」、「甘くてにがい」、「春らんまん☆」、「無農薬」
  2. 2011年8月12日 - 「きよしこのよるに」、「普乳派」、「ムイシキ」、「甘くてにがい」、「春らんまん」、「無農薬」、「おさかな少女」
- ブラコンアンソロジー『Liqueur ―リキュール-』 
  1. 「はちみつホーム」ソフトバンククリエイティブISBN 978-4-7973-64286　2011年4月12日
  2. 「思春期コンプレックス」フレックスコミックス ISBN 978-4-5938-56824 2012年8月12日

### 電子書籍
- 『はるかぜ日和』ブックパス
  1. 2014年08月29日 ブックパス
  2. 2014年08月29日

### その他
- 『半透明勤務 薄井さん』
  - お試し読み小冊子（芳文社、まんがタイム）
  - 第2巻（同人誌、連載未収録分＋α）2013年8月18日